# 애슐리 리처즈
애슐리 대럴 재즈 리처즈(Ashley Darel Jazz Richards, 1991년 4월 12일 ~ )는 웨일스의 축구 선수이다. 현재 컴리 프리미어의 해버퍼드웨스트 카운티 AFC와 웨일스 축구 국가대표팀에서 미드필더로 뛰고 있다.